# ランス・バス

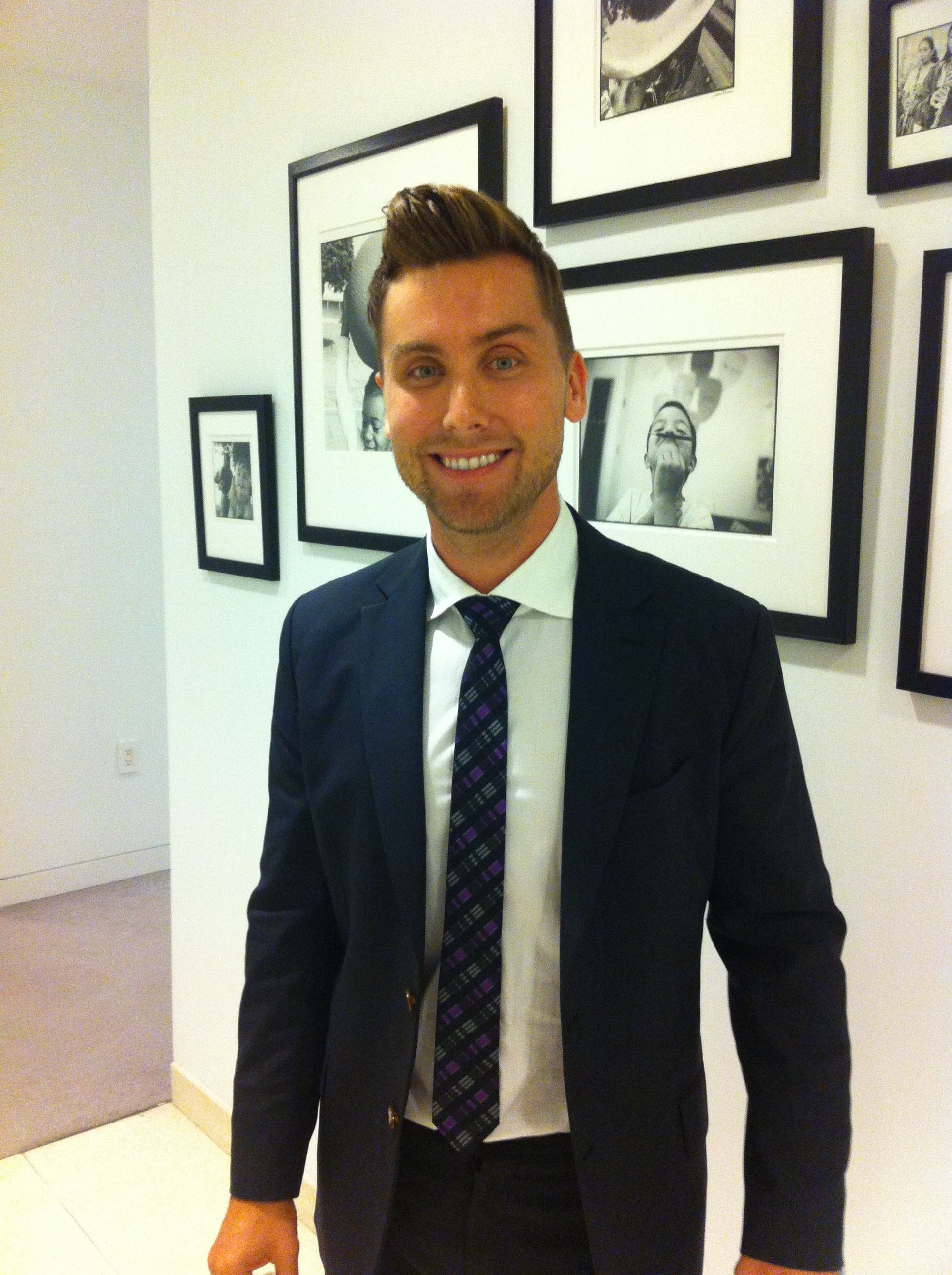
ランス・バス（2007年）

ランス・バス（Lance Bass、本名James Lance Bass、1979年5月4日 - ）は、イン・シンクのメンバーとして広く知られる、アメリカ合衆国ミシシッピ州クリントン市生まれの歌手、俳優。

## 来歴
中学1年の時に合唱団に所属する。
2002年にはロシア航空宇宙局と仮契約を結び宇宙飛行を行おうとしたが、保険会社の倒産などによる資金面の問題から実現には至らなかった。
日本製のテレビゲーム用ソフト『キングダム ハーツ』の北米版に登場するキャラクター、セフィロスの吹き替えを担当した。日本では、『キングダムハーツ』の北米版をマイナーチェンジさせた、『キングダムハーツ ファイナルミックス』が発売されている。
2006年7月には、雑誌Peopleの誌面において、自らがゲイであることを公表する。
エリート空軍士官あがりのファッションモデルであり俳優のライヒェン・レームクールと恋人の関係にあることも公表し、以前から存在していたゲイであるとの噂を裏付けることになった。ランス・バスとレームクールは2007年1月に破局。その後、ブラジル人ファッションモデルであるペドロ･アンドラーデ（Pedro Andrade）との短期交際を経て、その後はフィットネス・トレーナーのセバスチャン･リールと交際していた。
。

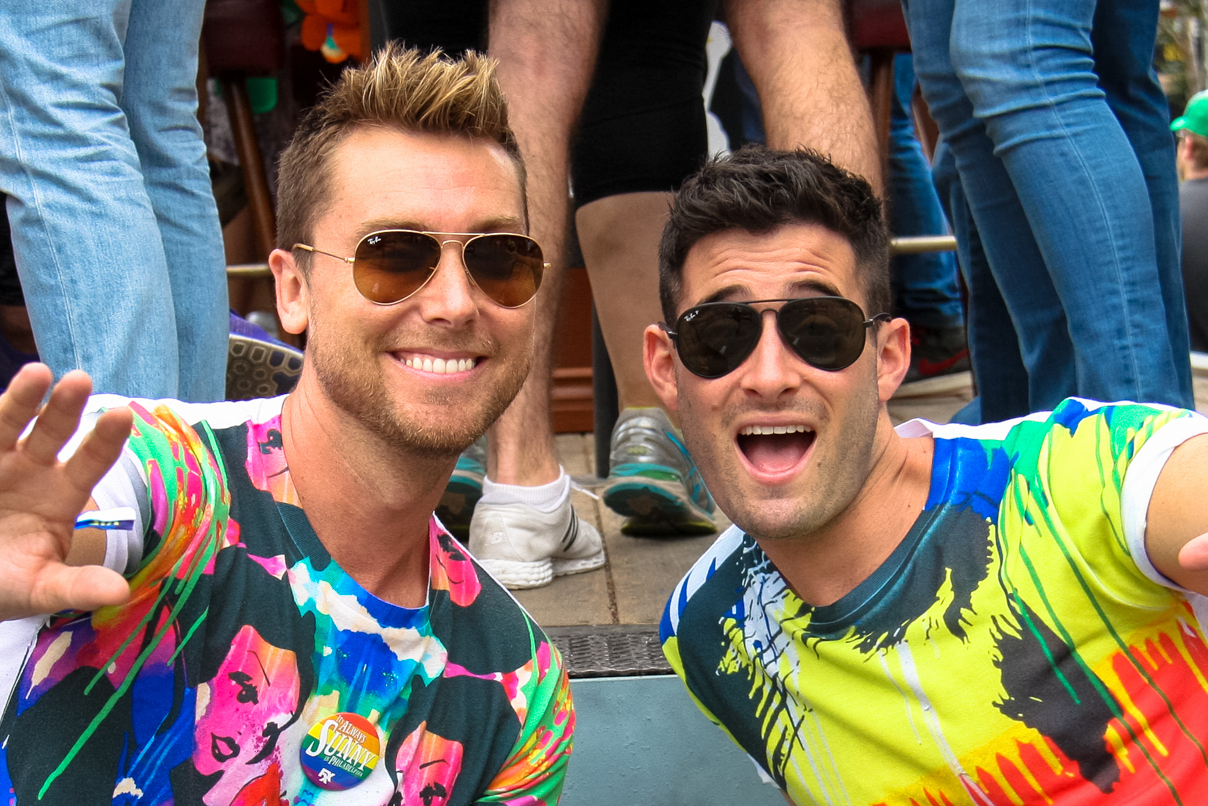
マイケル・ターチンと（2016年）

2011年より交際していたマイケル・ターチンと婚約したことをツイッターで2013年9月2日に発表し
、2014年12月20日に結婚式が執り行われ、その模様が2015年2月にテレビ放映される。

## 出演歴
| 年   | タイトル                                           | 役名                    | 備考                                        |
| ---- | -------------------------------------------------- | ----------------------- | ------------------------------------------- |
| 2000 | Longshot                                           | 航空技師                |                                             |
| 2000 | 7th Heaven                                         | リック・パルマー        | テレビゲスト役                              |
| 2001 | オン・ザ・ライン (On the Line)                     | ケビン                  | 総収益: $4,201,288                          |
| 2001 | ズーランダー                                       | 本人                    | 友情出演                                    |
| 2002 | キングダム ハーツ                                  | セフィロス              | 声優、ビデオゲーム                          |
| 2004 | キム・ポッシブル                                   | ロビー                  | 声優、テレビアニメ                          |
| 2004 | ヒグリー町のヒーロー達 (Higglytown Heroes)         | 電機工ヒーロー          | 声優、テレビ出演 James Lance Bassとして記名 |
| 2005 | ウェス・クレイヴン's カースドCursed                | 本人                    | 友情出演                                    |
| 2005 | ロボットチキン (Robot Chicken)                     | 本人                    | 声優、テレビアニメ                          |
| 2005 | アマンダ・バインズ in Sweet Paradise (Lovewrecked) | ダン                    |                                             |
| 2007 | I Now Pronounce You Chuck and Larry                | 本人 （バンドリーダー） |                                             |
| 2008 | トロピック・サンダー/史上最低の作戦 Tropic Thunder | 本人                    | カメオ出演                                  |

## 余談
現在、アメリカなどにおいてlanceという語は他動詞として「（有名人に）同性愛者である事を公表させる」という意味があるが、ランス・バスのカミングアウトが語源である。